# Châtonnay
Ne doit pas être confondu avec l’ancienne commune de Chatonnay
Châtonnay est une commune française située dans le département de l'Isère, en région Auvergne-Rhône-Alpes.
Le territoire de la commune se situe sur une partie du territoire du massif forestier de Bonnevaux qui compte de nombreux étangs dont celui de la Grande Tuilière.
Ces étendues d'eau, la plupart créés par les moines de l'abbaye de Bonnevaux, à l'écart des grandes agglomérations et gérées de façon raisonnable, ont permis le développement d'une biodiversité importante avec une grande diversité d'espèces faunistiques et floristiques.
Les habitants de Châtonnay sont dénommés les Chatonnois (autrefois appelés les Catiens).

## Géographie

### Situation
Châtonnay est une commune du Bas-Dauphiné, secteur également dénommé Nord-Isère, à la limite des régions naturelle des terres froides et de la Bièvre-Valoire mais intégré dans le territoire local de la Porte des Alpes et le canton de la Bièvre. La commune est en outre adhérente à la communauté de communes Bièvre Isère.
Le village s'étend dans le vallon de la Bielle, en bordure nord de la forêt de Bonnevaux. Le bourg est à une altitude de 450 m et le point culminant dépasse de peu les 600 m, près du hameau des Effeuillers.

### Géologie
La vallée de Châtonnay est d'origine glaciaire. Son sous-sol est argilo-caillouteux. Ce terrain est propice à la création d'étangs, le territoire en compte une centaine, essentiellement créés par l'homme.

### Communes limitrophes
| Meyrieu-les-Étangs                                         | Sainte-Anne-sur-Gervonde                           | Eclose-Badinières                                 |
| Saint-Jean-de-Bournay                                      | Châtonnay                                          | Champier                                          |
| Lieudieu / Porte-des-Bonnevaux (ancienne commune de Semons | Porte-des-Bonnevaux (ancienne commune de Commelle) | Porte-des-Bonnevaux (ancienne commune de Nantoin) |

### Climat
Pour des articles plus généraux, voir Climat d'Auvergne-Rhône-Alpes et Climat de l'Isère.
En 2010, le climat de la commune est de type climat des marges montargnardes, selon une étude du Centre national de la recherche scientifique s'appuyant sur une série de données couvrant la période 1971-2000. En 2020, Météo-France publie une typologie des climats de la France métropolitaine dans laquelle la commune est exposée à un climat de montagne ou de marges de montagne et est dans une zone de transition entre les régions climatiques « Moyenne vallée du Rhône » et « Alpes du nord ». 
Pour la période 1971-2000, la température annuelle moyenne est de 10,5 °C, avec une amplitude thermique annuelle de 17,5 °C. Le cumul annuel moyen de précipitations est de 1 013 mm, avec 9,9 jours de précipitations en janvier et 6,5 jours en juillet. Pour la période 1991-2020, la température moyenne annuelle observée sur la station météorologique de Météo-France la plus proche, « Bourgoin », sur la commune de Bourgoin-Jallieu à 13 km à vol d'oiseau, est de 12,4 °C et le cumul annuel moyen de précipitations est de 844,0 mm,. Pour l'avenir, les paramètres climatiques de la commune estimés pour 2050 selon différents scénarios d'émission de gaz à effet de serre sont consultables sur un site dédié publié par Météo-France en novembre 2022.

### Voies de communication

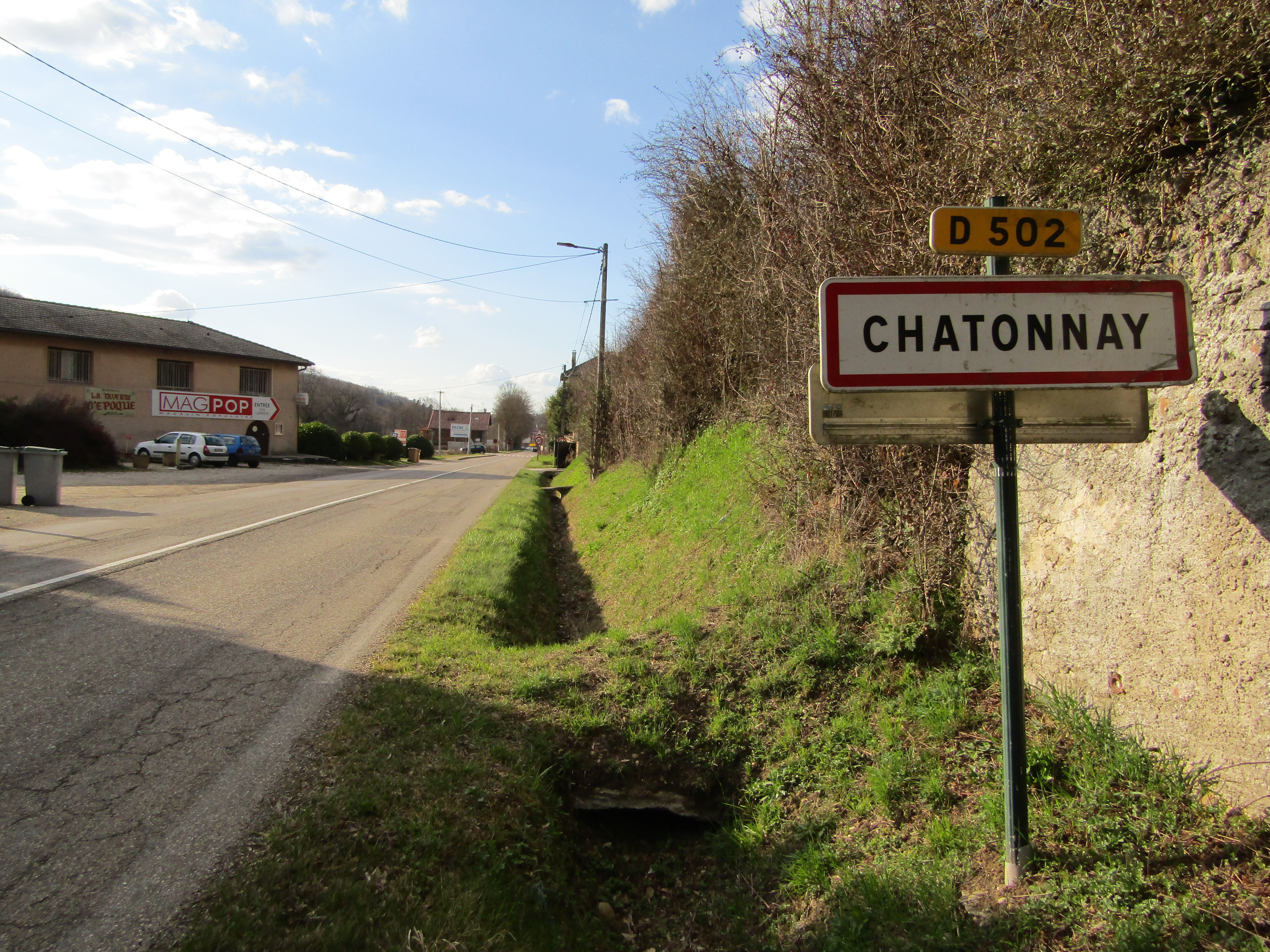
Entrée de Châtonnay (village) par la RD502

Le territoire communal est traversé par la RD502 qui relie la commune de Saint-Jean-de-Bournay à celle de Champier.
La RD56 (qui relie la commune avec La Côte-Saint-André au sud et Les Éparres au nord), la RD56a (qui relie la commune avec Eclose-Badinières) et la RD56b (qui relie la commune avec Meyrieu-les-étangs).

## Urbanisme

### Typologie
Au 1er janvier 2024, Châtonnay est catégorisée commune rurale à habitat dispersé, selon la nouvelle grille communale de densité à sept niveaux définie par l'Insee en 2022.
Elle est située hors unité urbaine et hors attraction des villes,.

### Occupation des sols
L'occupation des sols de la commune, telle qu'elle ressort de la base de données européenne d’occupation biophysique des sols Corine Land Cover (CLC), est marquée par l'importance des territoires agricoles (58,5 % en 2018), une proportion sensiblement équivalente à celle de 1990 (58,3 %). La répartition détaillée en 2018 est la suivante : 
forêts (38 %), terres arables (25,6 %), prairies (19,8 %), zones agricoles hétérogènes (13,1 %), zones urbanisées (2 %), eaux continentales (1 %), milieux à végétation arbustive et/ou herbacée (0,5 %). L'évolution de l’occupation des sols de la commune et de ses infrastructures peut être observée sur les différentes représentations cartographiques du territoire : la carte de Cassini (XVIIIe siècle), la carte d'état-major (1820-1866) et les cartes ou photos aériennes de l'IGN pour la période actuelle (1950 à aujourd'hui).

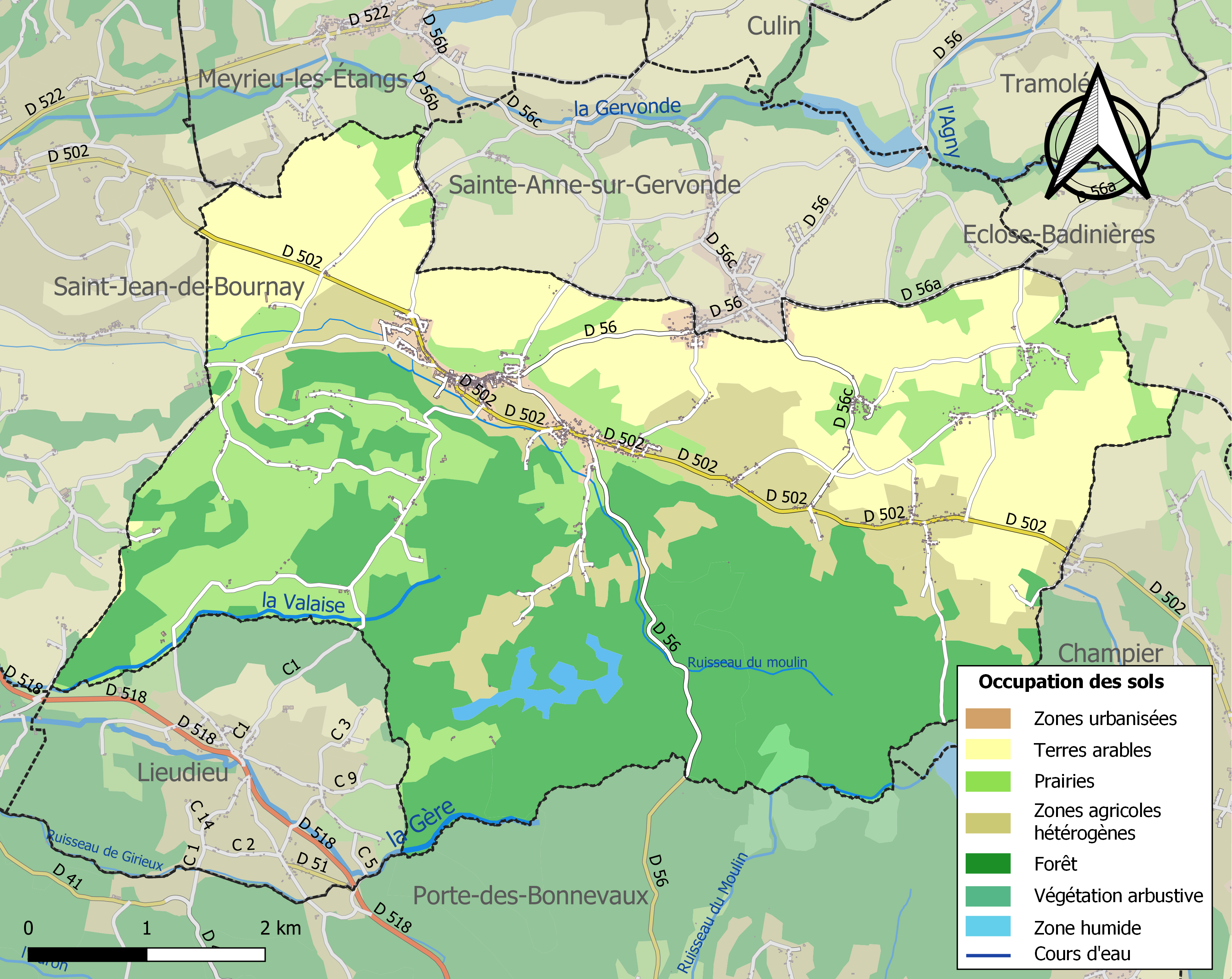
Carte des infrastructures et de l'occupation des sols de la commune en 2018 (CLC).

### Hameaux, Lieux-dits et écarts
Voici, ci-dessous, la liste la plus complète possible des divers hameaux, quartiers et lieux-dits résidentiels urbains comme ruraux, ainsi que les écarts qui composent le territoire de la commune de Châtonnay, présentés selon les références toponymiques fournies par le site géoportail de l'Institut géographique national.
| - le Mollard et le Haut-Mollard - le Brûlet - les Barbottes - les Communautés - Maison Girard - les Bouvaretières - les Brosses - le Gros Buisson - Maison Martin - Maison Bellet - Ferme du Brusillet - le Fontanil | - Vollandière - les Cornettes - la Colline - Maison Flacher - Maison Gay - le Ginet - Basse Combe - Moulin de la Niverdière - Mollandrin - la Serve des Charmes - Tramolle | - Saint-Christophe - Maison Louis - Hautes Combes - Maison Frizon - Maison Dichène - Maison Berthier - Saint-Hugon (chapelle) - Maison Bibot - Maison Cazeneuve - la Ranche - Bavufavières | - la Bâtie - les Robins - Maison Mallein - les Bois - la Montagne - la Mayançonnière - Maison Jardinière - la Pichatière - le Côteau - Maison Serlin - les Effeuillers |

### Risques naturels et technologiques

#### Risques sismiques
L'ensemble du territoire de la commune de Châtonnay est situé en zone de sismicité no 3, comme la plupart des communes de son secteur géographique.
| Type de zone | Niveau            | Définitions (bâtiment à risque normal) |
| ------------ | ----------------- | -------------------------------------- |
| Zone 3       | Sismicité modérée | accélération = 1,1 m s−2               |

## Histoire

### Préhistoire et Antiquité

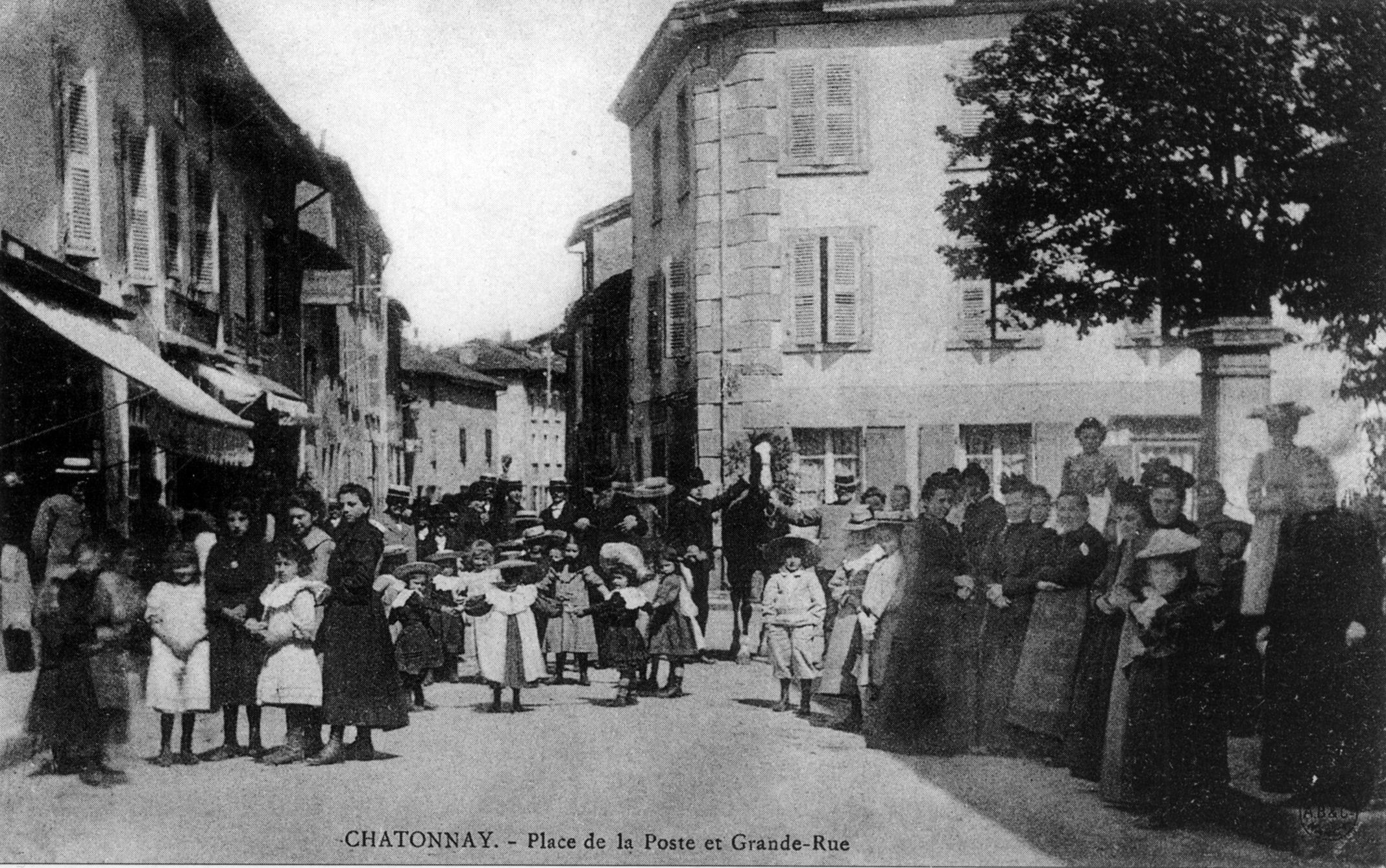
La place de la poste et la Grande Rue au début du XXe siècle.

Le secteur actuel de la commune de Châtonnay se situe à l'ouest du territoire antique des Allobroges, ensemble de tribus gauloises occupant l'ancienne Savoie, ainsi que la partie du Dauphiné, située au nord de la rivière Isère.

## Politique et administration

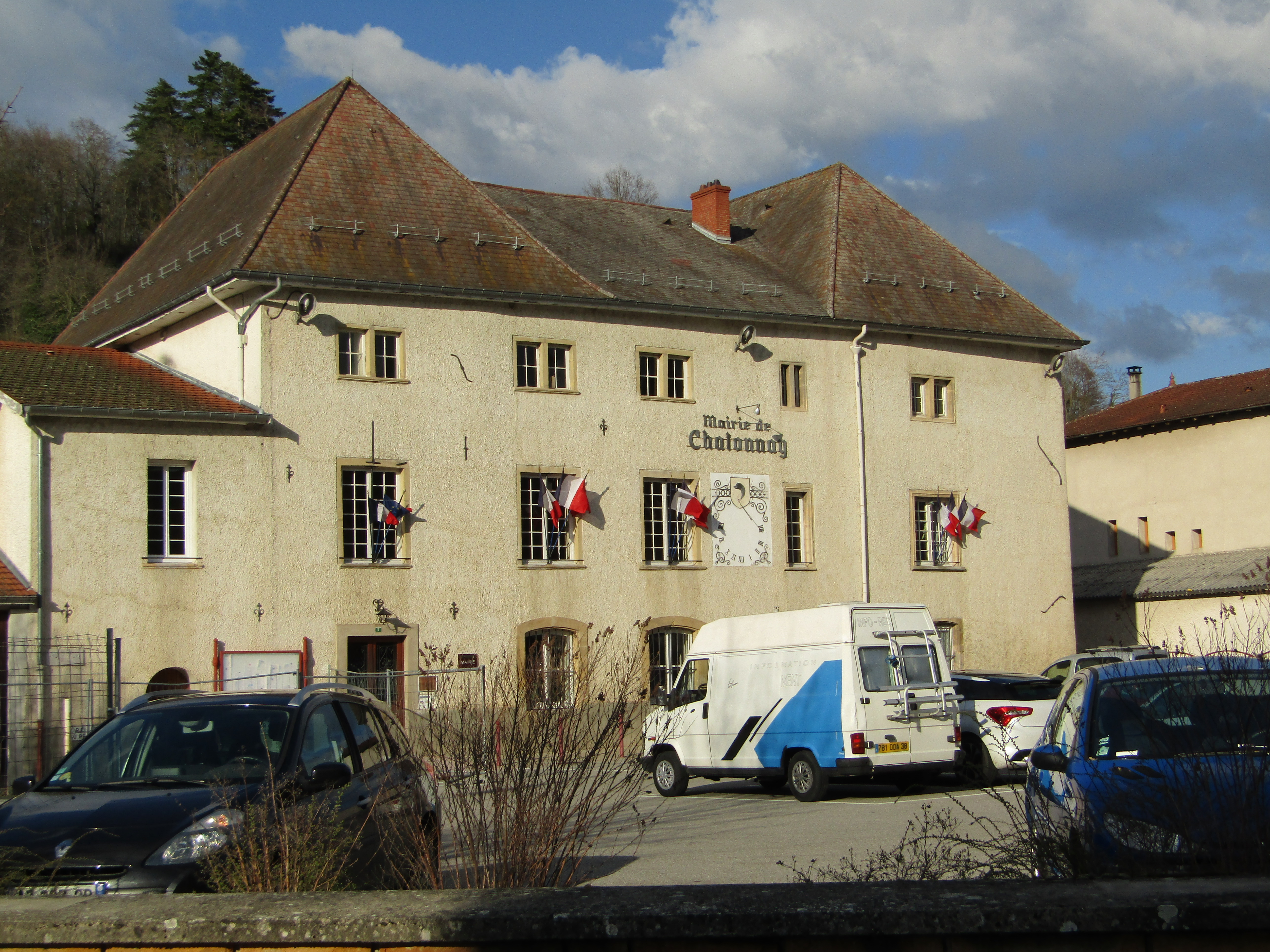
Mairie de Châtonnay

### Liste des maires
| Période                                  | Période   | Identité             | Étiquette | Qualité              |
| ---------------------------------------- | --------- | -------------------- | --------- | -------------------- |
| 1944                                     | 1953      | Mathieu Cochard      |           |                      |
| 1953                                     | 1959      | André Marron         |           |                      |
| 1959                                     | 1965      | Joseph Fontaine      |           |                      |
| 1965                                     | 1969      | Louis Mayan          |           |                      |
| 1969                                     | mars 2008 | Gilbert Cecillon     |           |                      |
| mars 2008                                | 2020      | Guy Servet           | SE        | Agriculteur retraité |
| 2020                                     | En cours  | Jean-Michel Nogueras |           |                      |
| Les données manquantes sont à compléter. |           |                      |           |                      |

## Population et société

### Démographie
L'évolution du nombre d'habitants est connue à travers les recensements de la population effectués dans la commune depuis 1793. Pour les communes de moins de 10 000 habitants, une enquête de recensement portant sur toute la population est réalisée tous les cinq ans, les populations de référence des années intermédiaires étant quant à elles estimées par interpolation ou extrapolation. Pour la commune, le premier recensement exhaustif entrant dans le cadre du nouveau dispositif a été réalisé en 2004.

En 2022, la commune comptait 1 958 habitants, en évolution de −6,67 % par rapport à 2016 (Isère : +3,07 %, France hors Mayotte : +2,11 %).
| 1793  | 1800  | 1806  | 1821  | 1831  | 1836  | 1841  | 1846  | 1851  |
| ----- | ----- | ----- | ----- | ----- | ----- | ----- | ----- | ----- |
| 2 128 | 2 505 | 2 608 | 2 981 | 3 011 | 3 034 | 3 056 | 3 203 | 3 068 |

| 1856  | 1861  | 1866  | 1872  | 1876  | 1881  | 1886  | 1891  | 1896  |
| ----- | ----- | ----- | ----- | ----- | ----- | ----- | ----- | ----- |
| 2 713 | 2 728 | 2 168 | 2 122 | 2 122 | 1 977 | 1 938 | 1 875 | 1 826 |

| 1901  | 1906  | 1911  | 1921  | 1926  | 1931  | 1936  | 1946  | 1954  |
| ----- | ----- | ----- | ----- | ----- | ----- | ----- | ----- | ----- |
| 1 818 | 1 617 | 1 580 | 1 453 | 1 457 | 1 450 | 1 381 | 1 304 | 1 189 |

| 1962  | 1968  | 1975  | 1982  | 1990  | 1999  | 2004  | 2006  | 2009  |
| ----- | ----- | ----- | ----- | ----- | ----- | ----- | ----- | ----- |
| 1 151 | 1 056 | 1 096 | 1 220 | 1 341 | 1 424 | 1 663 | 1 716 | 1 813 |

| 2014  | 2019  | 2022  | - | - | - | - | - | - |
| ----- | ----- | ----- | - | - | - | - | - | - |
| 2 037 | 2 020 | 1 958 | - | - | - | - | - | - |

### Enseignement
Rattachée à l'académie de Grenoble, Châtonnay possède une école de maternelles et de primaires (petites sections aux CM2). Les élèves du secondaire vont au collège Fernand Bouvier de Saint-Jean-de-Bournay ou au collège de Champier, puis au lycée de l'Oiselet , à Bourgoin Jallieu. Des établissements existent aussi à La Cote St André.

### Médias
Presse régionale
Historiquement, le quotidien à grand tirage Le Dauphiné libéré consacre, chaque jour, y compris le dimanche, dans son édition du Nord-Isère, un ou plusieurs articles à l'actualité du canton et quelquefois de la commune, ainsi que des informations sur les éventuelles manifestations locales, les travaux routiers, et autres événements divers à caractère local.

### Cultes

#### Culte catholique
La communauté catholique et l'église de Châtonnay (propriété de la commune) dépendent de la paroisse Saint Hugues de Bonnevaux (relais des étangs) qui est, elle-même, rattachée au diocèse de Grenoble-Vienne.

## Culture et patrimoine

### Patrimoine architectural

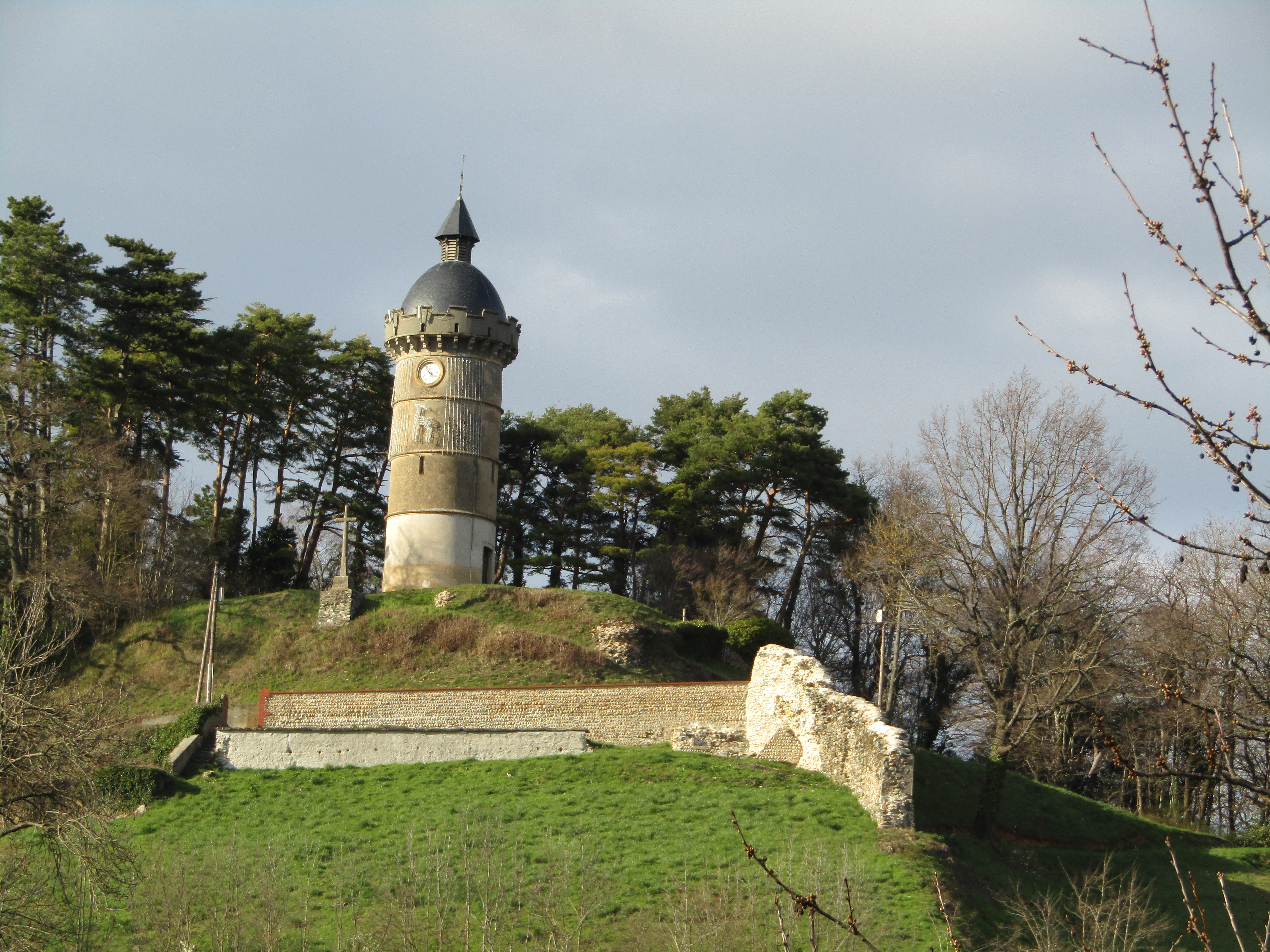
Tour du calvaire à Châtonnay

#### Monuments civils
- Motte castrale du Calvaire. Sur le site s'érige la Tour de l'horloge (dénommé également Tour du calvaire)
- Motte castrale de Chateauvieux. Le château est cité depuis le XIe siècle.
- Maison forte Jocteur-Monrozier - Maison forte de Miribel - Maison forte de Cazeneuve -
- Mairie (ancien château du Dôme "restauré" vers 1970.) -On peut y voir le drapeau des Volontaires de Quatre-Vingt Treize -
- Place de la Gare qui fut l'ancienne gare de la ville lorsque le chemin de fer de Vienne au Grand-Lemps circulait (celui-ci fut démantelé avant 1940)

#### Monuments religieux
- Chapelle de Saint-Hugon - contient les reliques de Saint-Hugues de Bonnevaux.
- Église paroissiale Saint-Christophe-et-Sainte-Catherine de Châtonnay : l'édifice actuel situé sur le site de l'ancienne église Sainte-Catherine, fut terminé en 1846

### Patrimoine naturel
La forêt de Bonnevaux est classée Zone Naturelle d’Intérêt Écologique Faunistique et Floristique (Znieff). La commune en a acquis , en 2008, 143 ha (qui appartenaient auparavant à la Caisse d'Épargne) et a mis en place un projet de gestion forestier.

### Personnalités liées à la commune
- Jean-Jacques Gabet, fut un important personnage du Moyen Âge. Ce juge viennois, né à Châtonnay, résidait dans une grosse bâtisse de la paroisse d'Estrablin que l'on appela depuis Gabetière. Protestant engagé, Gabet fut impliqué dans les guerres de religion du XVIe siècle. En effet, après avoir pris une part active à la conjuration d'Amboise, Gabet fit célébrer, dans sa maison de Vienne, le premier prêche protestant de la région viennoise (janvier 1562). Il sera finalement abattu par les catholiques lorsque ceux-ci vinrent soustraire Vienne aux protestants.

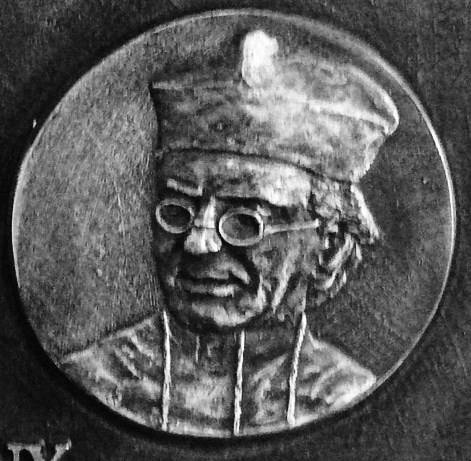
Jean Berthier

- Alphonse Jocteur-Monrozier (1811-1897), homme politique né et décédé à Châtonnay, maire de Châtonnay, député de l'Isère de 1871 à 1876.
- L'abbé Jean Berthier (1840-1908), fondateur de la congrégation religieuse des Missionnaires de la Sainte-Famille en 1895. Prédicateur et écrivain, il est originaire de Châtonnay.
- Le chanoine Pierre Cavard, né à Givors  le 2 avril 1889, mais originaire de Châtonnay, historien et spécialiste de l'histoire de Vienne ("Vienne la sainte") mort le 21 février 1869 à Vinay.
- Marcel Brissaud, né à Châtonnay en 1928, décédé à Vitteaux en 2011[22],[23]. Fils de tisseur, il a été Maître de Conférence Honoraire de la faculté des Sciences de Lyon, et a animé dans les années 1970-1980 « l'équipe lyonnaise » dont les travaux sur la prétopologie font référence auprès des sociologues.

### Héraldique
|  | Châtonnay possède des armoiries dont l'origine et le blasonnement exact ne sont pas disponibles. |